# Cloniophorus episcopalis
Cloniophorus episcopalis là một loài bọ cánh cứng trong họ Cerambycidae.